# Peremyšl'skij rajon
Il Peremyšl'skij rajon (in russo Перемышльский район?) è un rajon dell'Oblast' di Kaluga, nella Russia europea; il capoluogo è Peremyšl'. Istituito nel 1929, ricopre una superficie di 1.156 chilometri quadrati.